# Polymitia eximipalpella
Polymitia eximipalpella là một loài bướm đêm thuộc họ Gracillariidae. Nó được tìm thấy ở Cộng hòa Síp, Thổ Nhĩ Kỳ, Israel, Jordan, Afghanistan, Iran, Iraq, Ả Rập Xê Út, Syria, Tajikistan, Turkmenistan và Uzbekistan.